# 8 Samodzielna Armia Obrony Powietrznej
8 Samodzielna Armia Obrony Powietrznej – związek operacyjny Sił Zbrojnych ZSRR.

## Struktura organizacyjna
W latach 1991–1992
- dowództwo – Kijów
- 133 węzeł łączności
- 223 eskadra lotnicza

korpusy OP
- 49 Korpus Obrony Powietrznej – Dniepropietrowsk
- 60 Korpus Obrony Powietrznej – Odessa

lotnictwo myśliwskie OP
- 62 pułk lotnictwa myśliwskiego – Belbek
- 136 pułk lotnictwa myśliwskiego – Kirowskoje
- 146 pułk lotnictwa myśliwskiego – Wasylków
- 179 Jarosławski pułk lotnictwa myśliwskiego – Stryj
- 636 pułk lotnictwa myśliwskiego – Krematorsk
- 737 pułk lotnictwa myśliwskiego – Arcyz
- 738 pułk lotnictwa myśliwskiego – Zaporoże
- 831 pułk lotnictwa myśliwskiego – Mirgorod
- 894 pułk lotnictwa myśliwskiego – Oziernyj
- 933 pułk lotnictwa myśliwskiego – Dniepropietrowsk